# Jan Sawizki
Jan Anatoljewitsch Sawizki (russisch Ян Анатольевич Савицкий; englisch Yan Savitskiy; * 29. April 1987 in Leninogorsk, Oblast Ostkasachstan, Kasachische SSR, UdSSR) ist ein kasachischer Biathlet russischer Herkunft.
Jan Sawizki startete seit 2006 im Junioren-Europacup. 2007 trat er in Martell bei seinen ersten Juniorenweltmeisterschaften an und erreichte mit Platz 33 im Einzel, 20 im Sprint und 16 in der Verfolgung vergleichsweise gute Ergebnisse. Deswegen wurde Sawizki kurz darauf auch bei den Biathlon-Weltmeisterschaften 2007 in Antholz im Einzel eingesetzt, bei dem der Kasache 83. wurde. Die Saison 2007/08 brachte einen Sieg und einen dritten Platz im Junioren-Europacup. In Ruhpolding startete er 2008 erneut bei Juniorenweltmeisterschaften, ohne die guten Ergebnisse des Vorjahres zu erreichen. Bestes Resultat war Platz 26 in der Verfolgung. Auch 2008 wurde Sawizki anschließend wieder bei den Weltmeisterschaften eingesetzt, dieses Mal im Mixed-Staffelrennen (Platz 17). Im Januar 2009 gewann er den Titel im Sprint und in der Verfolgung bei den nationalen Meisterschaften.
In Hochfilzen gewann Sawizki im Sprintrennen des Biathlon-Weltcup 2009/10 als 39. erstmals Weltcuppunkte. Er vertrat sein Land bei den Olympischen Winterspielen 2010 in Vancouver. Mit der Staffel in der Besetzung Alexander Tscherwjakow, Sawizki, Dias Keneschow und Alexander Trifonow erreichte er als 18. sein bestes Ergebnis. In den Individualwettbewerben wurde er 64. im Einzel, 39. im Sprint und schaffte in der Verfolgung eine Verbesserung auf den 27. Rang und war damit bester Kasache.

## Biathlon-Weltcup-Platzierungen
Die Tabelle zeigt alle Platzierungen (je nach Austragungsjahr einschließlich Olympische Spiele und Weltmeisterschaften).
- 1.–3. Platz: Anzahl der Podiumsplatzierungen
- Top 10: Anzahl der Platzierungen unter den ersten zehn (einschließlich Podium)
- Punkteränge: Anzahl der Platzierungen innerhalb der Punkteränge (einschließlich Podium und Top 10)
- Starts: Anzahl gelaufener Rennen in der jeweiligen Disziplin
- Staffel: inklusive Mixed- und Single-Mixed-Staffeln

| Platzierung         | Einzel | Sprint | Verfolgung | Massenstart | Staffel | Gesamt |
| ------------------- | ------ | ------ | ---------- | ----------- | ------- | ------ |
| 1. Platz            |        |        |            |             |         |        |
| 2. Platz            |        |        |            |             |         |        |
| 3. Platz            |        |        |            |             |         |        |
| Top 10              |        |        |            |             | 4       | 4      |
| Punkteränge         | 6      | 15     | 11         |             | 53      | 85     |
| Starts              | 19     | 52     | 24         |             | 53      | 148    |
| Stand: Karriereende |        |        |            |             |         |        |